# Sphingonotus vosseleri
Sphingonotus vosseleri är en insektsart som beskrevs av Krauss 1902. Sphingonotus vosseleri ingår i släktet Sphingonotus och familjen gräshoppor. Inga underarter finns listade i Catalogue of Life.